# Hammarö (Gemeinde)
Koordinaten: 59° 20′ N, 13° 26′ O

Hammarö ist eine Gemeinde (schwedisch kommun) in der schwedischen Provinz Värmlands län und der historischen Provinz Värmland. Der Hauptort der Gemeinde ist Skoghall.

## Geographie
Die Gemeinde liegt größtenteils auf der 47 km² großen, gleichnamigen Insel im Vänern. Der andere Teil liegt am Ufer und im Mündungsgebiet des Klarälven. Einzige Nachbargemeinde ist die Gemeinde Karlstad.

## Wirtschaft
- Stora Enso
- Akzo Nobel

## Größere Orte
- Skoghall
- Vidöåsen

## Partnerstädte
- Enebakk (Norwegen)
- Poel (Deutschland)
- Małkinia Górna (Polen)